# 班克羅夫特鎮區 (內布拉斯加州卡明縣)
班克羅夫特鎮區（英語：Bancroft Township）是位於美國內布拉斯加州卡明縣的一個行政鎮區。

## 地方資料
班克羅夫特鎮區的面積為92.75平方千米，當中陸地面積為92.72平方千米，而水域面積為0.03平方千米。根據2020年美國人口普查的數據，當地共有人口656人，而人口密度為每平方千米7.07人。